# Engrais minéral

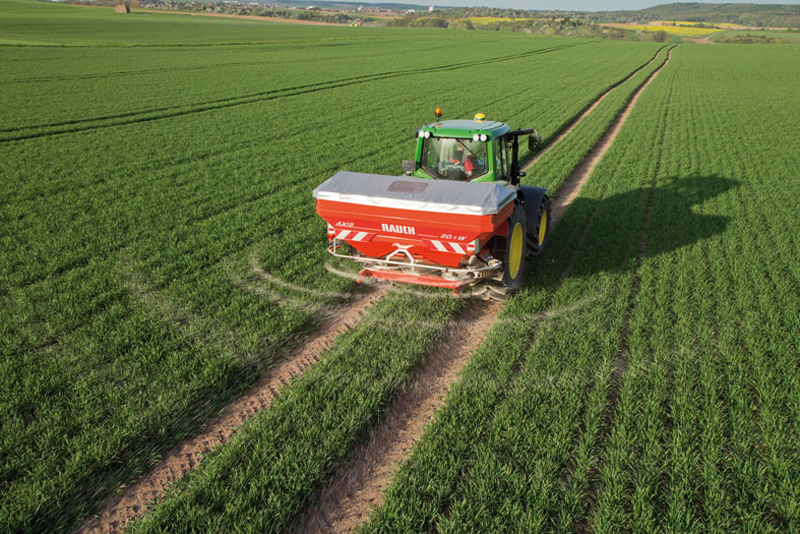
Épandage d'engrais minéraux granulés en grande culture.

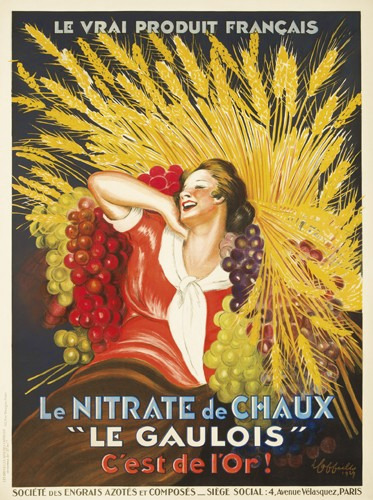
Affiche publicitaire de 1927, créée par Leonetto Cappiello, pour le nitrate de chaux de la marque Le Gaulois.

Les engrais minéraux sont des engrais d'origine minérale destinés à favoriser la croissance et le développement des plantes cultivées. Ils permettent d'apporter aux plantes des nutriments essentiels sous une forme directement assimilable. Leur emploi permet de compenser les pertes de nutriments exportés hors des exploitations agricoles dans la matière organique des produits récoltés. Ils sont produits par synthèse chimique, ou par l'exploitation de gisements naturels de phosphate et de potasse. La notion d'engrais minéral s'oppose à celle d'engrais organique, produits à base de matière organique d'origine animale ou végétale, ainsi qu'à celle d'amendements, produits destinés à améliorer la structure physique des sols.
L'utilisation des engrais minéraux doit beaucoup aux travaux de Justus von Liebig, qui établit vers 1840 les principes de la nutrition végétale et l'importance de l'ammoniac dans ce domaine, puis au début du XXe siècle à la mise au point du procédé Haber-Bosch qui permit la synthèse industrielle de l'ammoniac (NH3) par hydrogénation de l'azote de l'air.

## Description
On distingue les engrais simples, ne contenant qu'un seul élément nutritif, et les engrais composés, qui peuvent en contenir deux ou trois. L'appellation des engrais minéraux est normalisée, par la référence à leurs trois composants principaux : NPK. Les engrais simples peuvent être azotés, phosphatés ou potassiques. Les engrais binaires sont notés NP ou PK ou NK, les ternaires NPK. Ces lettres sont généralement suivies de chiffres, représentant la proportion respective de ces éléments. Les engrais minéraux produits industriellement contiennent une quantité minimale garantie d'éléments nutritifs, et elle est indiquée sur l'étiquette, ou sur la facture dans le cas des engrais en vrac.
Par exemple, la formule 5-10-5 indique la proportion d'azote (N), de phosphore (P) et de potassium (K) présente dans l'engrais, soit 5 % de N, 10 % de P2O5 et 5 % de K2O.
- L'apport azoté s'exprime en azote N mais se présente sous forme de nitrate NO3, d'ammoniaque NH4 ou d'urée.
- L'apport en phosphore s'exprime sous la forme P2O5, et se présente sous forme de phosphates de calcium ou d'ammonium.
- L'apport en  potassium s'exprime sous la forme K2O, et se présente par du chlorure, du nitrate et du sulfate de potassium.

## Production
L'industrie chimique intervient surtout dans la production des engrais azotés, passant par la synthèse de l'ammoniac à partir de l'azote de l'air, moyennant un apport important d'énergie, fournie par le gaz naturel (cette synthèse produit également l'hydrogène). De l'ammoniac sont dérivés l'acide nitrique, le nitrate d'ammonium et l'urée
Elle intervient également dans la fabrication des engrais complexes, qui sont constitués de sels résultant de la réaction d'une base avec un acide. Les engrais composés peuvent être de simples mélanges, parfois réalisés par les distributeurs, coopératives ou négociants. On qualifie ces engrais de mélanges en vrac (anglais bulk blending).
Depuis 1960, la consommation mondiale d'engrais azotés a été multipliée par neuf dans le monde qui produit chaque année  l'équivalent de 130 millions de tonnes d'azote sous forme d'engrais, alors que l'augmentation a été moindre pour le phosphate et la potasse . « En Europe, la France est le plus gros consommateur (2,3 millions de tonnes par an) avec l'Allemagne. Entre 2007 et 2018, la quantité d'azote apportée par hectare est passée de 81,6 kg à 86,9 kg ».

Leur prix a été multiplié par 2,5 fois au cours de la dernière décennie alors qu'ils accusent une baisse d'efficacité. Les principales causes de cette baisse sont, : les pertes d'azote gazeux par volatilisation ammoniacale (la moitié seulement de l'azote est absorbée par les plantes à la suite des épandages d'engrais minéraux et organiques) ; l'accroissement des sols « fatigués » (au niveau de leurs propriétés physiques, chimiques et biologiques) qui nécessite un renouvellement croissant des applications d'engrais azotés par unité récoltée, et plus particulièrement la baisse de la fertilité des sols et de leur teneur en matière organique qui provoque un déclin du complexe argilo-humique.